# 护乌桓校尉
护乌桓校尉又稱護烏丸校尉，是西漢漢武帝設置的管理烏桓的官職，品秩二千石。漢武帝為阻止烏桓與匈奴勾結，將烏桓遷徙至靠近上谷、漁陽、右北平、遼西、遼東的塞外，並設立護烏桓校尉予以看防和管理。後來此官職一度撤銷。東漢光武帝建武二十五年（49年），烏桓遷徙至遼西塞內，並居住於漢朝邊塞各郡。漢光武帝於是再次設立护乌桓校尉，並順帶負責管理鮮卑，品秩為比二千石，治所位於上谷寧城。該官職一直沿用至曹魏、西晉和後趙。

## 長官
- 文穆：永平十六年（73年）[2]在位
- 鄧訓：建初六年（81年）[3]－建初八年（83年）
- 任尚（一作任常[4]）：永元六年（94年）[5]在位
- 吳祉：？－永初六年十一月辛丑（112年12月8日）[6]
- 徐常：建光元年（121年）[7]在位
- 耿曄：顺帝初[8]－陽嘉二年（133年）[9]
- 王元：约永和五年（140年）[10][11]在位
- 李膺[12]
- 夏育：熹平三年（174年）[13]－？。熹平六年（177年）[14]在位
- 公綦稠（一作箕稠[15]）：？－中平四年（187年）[16]
- 邢舉[17]
- 閻柔：建安五年（200年）[18]－?
- 牽招：建安十二年（207年）[19]－?
- 田豫：黄初初[20]－?。在位九年
- 王雄[21]
- 毌丘儉：青龍中[22]－?
- 杜恕：？[23]－嘉平元年（249年）
- 衛瓘：泰始七年八月丙戌（271年9月30日）[24]－?
- 张华：约太康中[25]
- 唐彬：？[26]－元康初
- 劉寶：？[27]－永康二年（301年）
- 劉弘：？[28]－太安二年（303年）
- 王浚：永嘉四年十月壬子（310年11月30日）[29]－?
- 劉翰：建武元年（317年）[30]在位
- 姚襄：永和六年（350年）[31]－?